# Tri-Ace
K.K. tri-Ace (jap. 株式会社トライエース, Kabushiki kaisha Torai-Ēsu, engl. tri-Ace Inc.) ist ein japanischer Videospiel-Entwickler.
Er wurde am 16. März 1995 durch ehemalige Mitglieder des Namco Wolf Team als Y.K. tri-Ace (有限会社トライエース, Yūgen-gaisha Torai-Ēsu) gegründet. 1996 folgte die Reorganisation als K.K. tri-Ace. Durch die Entwicklung der Star-Ocean-Rollenspielserie erlangte die Firma einen hohen Bekanntheitsgrad.
Der Soundprogrammier Hiroya Hatsushiba verließ 1999 das Unternehmen um den Spieleentwickler tri-Crescendo zu gründen.
Tri-Ace wurde im Februar 2015 vom japanischen Handyspieleentwickler Nepro übernommen.

## Spiele
- 1996 – Star Ocean: Fantastic Space Odyssey für Super NES – nur in Japan veröffentlicht
- 1998 – Star Ocean: The Second Story für PlayStation
- 1999 – Valkyrie Profile für PlayStation
- 2001 – Star Ocean: Blue Sphere für Game Boy Color – nur in Japan veröffentlicht
- 2003 – Star Ocean: Till the End of Time für PlayStation 2 – nur in Japan veröffentlicht
- 2004 – Star Ocean: Till the End of Time: Director's Cut für PlayStation 2
- 2005 – Radiata Stories für PlayStation 2
- 2006 – Valkyrie Profile: Lenneth für PlayStation Portable – verbesserte Neuauflage von Valkyrie Profile (1999)
- 2006 – Valkyrie Profile: Silmeria für Playstation 2
- 2007 – Star Ocean: First Departure für PlayStation Portable – erweiterte Neuauflage von Star Ocean (1996)
- 2008 – Star Ocean: The Second Evolution für PlayStation Portable – erweiterte Neuauflage von Star Ocean: The Second Story (1998)
- 2008 – Infinite Undiscovery für Xbox 360
- 2008 – Valkyrie Profile: Covenant of the Plume für Nintendo DS
- 2009 – Star Ocean: The Last Hope für Xbox 360
- 2010 – Resonance of Fate für Xbox 360, PlayStation 3 – in Japan unter dem Titel End of Eternity veröffentlicht.[2][3]
- 2010 – Star Ocean: The Last Hope International für PlayStation 3
- 2011 – Seishin no Daiju Remyūta (星神の大樹レミュータ) als Browserspiel für Yahoo! Japan
- 2011 – Final Fantasy XIII-2[4] mit Square Enix für PlayStation 3/Xbox 360
- 2011 – Frontier Gate für PlayStation Portable
- 2012 – Labyrinth no Kanata[5][6] für Nintendo 3DS
- 2012 – Danball Senki W für PlayStation Portable/Vita
- 2013 – Frontier Gate Boost+ für PlayStation Portable
- 2014 – Silent Scope Bone-Eater als Arcadespiel
- 2014 – Judas Code für PlayStation Vita
- 2014 – Phantasy Star Nova für PlayStation Vita
- 2015 – Exist Archive: The Other Side of the Sky für PlayStation 4, PlayStation Vita
- 2016 – Star Ocean: Integrity and Faithlessness für PlayStation 4, PlayStation 3
- 2016 – Heaven × Inferno für iOS, Android
- 2017 – Star Ocean: The Last Hope - 4K & Full HD Remaster für Windows, PlayStation 4
- 2018 – Star Ocean: Anamnesis für iOS, Android
- 2018 – Resonance of Fate 4K / HD Edition für Windows, PlayStation 4
- 2018 – Mist Gears für iOS, Android
- 2020 – Tales of Crestoria für iOS, Android (co-entwickelt mit KLab)
- 2022 – Star Ocean: The Divine Force für Windows, PlayStation 4, PlayStation 5, Xbox One, Xbox Series